# Johan van Rensselaer
Johan van Rensselaer (Amsterdam, gedoopt 4 september 1625 – Nijkerk, 6 mei 1662), was in naam de tweede patroon van Rensselaerswijck, maar vanwege het feit dat hij in 1643 nog niet volwassen was werd de erfenis beheerd door zijn oom en neef, benoemd tot voogden.

## Biografie
Johan was de oudste zoon van Kiliaen van Rensselaer, en de enige zoon bij zijn eerste vrouw, Hillegonda van Bylaer. Hij groeide op aan de Keizersgracht. Na het overlijden van Kiliaen van Rensselaer in oktober 1643 zijn er negen onmondige erfgenamen: de 18-jarige Johan (1625-1662) uit zijn eerste huwelijk en acht kinderen uit zijn tweede huwelijk: Jan Baptista (1629-1678), Maria (1631-1654), Jeremias (1632-1674), Hillegonda (1633-1654), Leonora (1635-1695?), Nicolaas (1636-1678), Susanna (1638-1680) en Rijckart (1639-1692). Voogden over de onmondige kinderen zijn Wouter van Twiller en Johan van Wely. Johan moest na de dood van zijn vader beloven dat zijn halfbroers en zuster de erfgenamen waren. Brant van Slichtenhorst werd de zaakwaarnemer in Rensselaerswijck.
Samuel Blommaert, voor 1/5 deelgenoot in Rensselaerswijck, zag een gelegenheid het patroonschap op te eisen. Samuel Godijn had in een nog onbekend jaar zijn aandeel aan Van Rensselaer verkocht. In 1644 verklaart Blommaert dat Van Rensselaer bouwmateriaal, mensen en vee op kosten van de West-Indische Compagnie heeft getransporteerd. Johannes de Laet, en Toussaint Muyssart, een koopman in duffels uit Leiden, elk voor 1/10 en Adam Bessels zijn de overige participanten in Rensselaerswijck. In 1646 verklaarde de weduwe dat haar echtgenoot de meeste rechten had op de patroonschap omdat hij er eigen geld en de meeste tijd in had gestoken. Blommaert meende echter dat zij evenveel rechten hadden, alhoewel hij niet de administratie bijhield.  Arent van Corlaer zou niet in staat zijn de administratie van Rensselaerswijck op orde te stellen. In 1649 hebben de erfgenamen nog steeds de stukken niet ingeleverd. Op 24 juni 1650 verhief de Staten-Generaal der Nederlanden de kolonie tot een soort hertogdom. Johan van Rensselaer behield de naam patroon, maar mocht geen gezag uitoefenen over de andere participanten.
In 1651 verklaarde Brant van Slichtenhorst dat Wouter van Twiller alle handel naar zich toetrok en afhandelde via zijn broer Johannes van Twiller. Arent van Curler was inmiddels een van de grootste landeigenaren geworden. In 1651 reisde Jan Baptist naar de kolonie. Op 10 april 1655 verklaart Jan Baptist dat hij Toussaint inzage zal geven in de boekhouding. Hij kwam rond 1658 terug en is opgevolgd door Jeremias, die achterbleef in de kolonie. 
In mei 1654 maakt Johan moeilijkheden bij de boedelscheiding volgens zijn (voormalige?) voogd Johan van Wely. Johan trouwde in 1655 met zijn nicht Elisabeth van Twiller. Jan van Twiller, woonachtig in Fort Oranje (Nieuw-Nederland) wordt in december 1656 gesommeerd alle boeken, papieren, etc. overhandigen aan Jan Baptist van Rensselaer. In 1662 moet Van Twiller het huis dat hij zonder toestemming heeft aangeschaft binnen het fort verlaten. Na het overlijden van Johan van Rensselaer in 1662 in Nijkerk kwam de boedelverdeling opnieuw ter sprake. De zeven kinderen uit het tweede huwelijk, die in Nederland verbleven, besloten al hun bezittingen in Nieuw-Nederland te verkopen aan Jeremias (1632-1674).